# Jake Gardiner
Pour les articles homonymes, voir Gardiner.
Jake Gardiner (né le 4 juillet 1990 à Deephaven, Minnesota aux États-Unis) est un joueur américain de hockey sur glace.

## Biographie

### Carrière en club
Il est sélectionné par les Ducks d'Anaheim en 2008 alors qu'il évolue au niveau secondaire. Il rejoint les Badgers de l'Université du Wisconsin pour la saison 2008-2009.

### Carrière internationale
Il représente les États-Unis au niveau international. Il prend part aux sélections jeunes.

## Statistiques
| Saison     | Équipe                               | Ligue      |     | Saison régulière | Saison régulière | Saison régulière | Saison régulière | Saison régulière |   | Séries éliminatoires | Séries éliminatoires | Séries éliminatoires | Séries éliminatoires | Séries éliminatoires |
| Saison     | Équipe                               | Ligue      | PJ  | B                | A                | Pts              | Pun              | PJ               | B | A                    | Pts                  | Pun                  |                      |                      |
| 2008-2009  | Badgers de l'Université du Wisconsin | NCAA       | 39  | 3                | 18               | 21               | 16               | -                | - | -                    | -                    | -                    |                      |                      |
| 2009-2010  | Badgers de l'Université du Wisconsin | NCAA       | 41  | 6                | 7                | 13               | 20               | -                | - | -                    | -                    | -                    |                      |                      |
| 2010-2011  | Badgers de l'Université du Wisconsin | NCAA       | 41  | 10               | 31               | 41               | 24               | -                | - | -                    | -                    | -                    |                      |                      |
| 2010-2011  | Marlies de Toronto                   | LAH        | 10  | 0                | 3                | 3                | 4                | -                | - | -                    | -                    | -                    |                      |                      |
| 2011-2012  | Maple Leafs de Toronto               | LNH        | 75  | 7                | 23               | 30               | 18               | -                | - | -                    | -                    | -                    |                      |                      |
| 2011-2012  | Marlies de Toronto                   | LAH        | 4   | 0                | 2                | 2                | 2                | 17               | 2 | 9                    | 11                   | 10                   |                      |                      |
| 2012-2013  | Marlies de Toronto                   | LAH        | 43  | 10               | 21               | 31               | 12               | -                | - | -                    | -                    | -                    |                      |                      |
| 2012-2013  | Maple Leafs de Toronto               | LNH        | 12  | 0                | 4                | 4                | 0                | 6                | 1 | 4                    | 5                    | 0                    |                      |                      |
| 2013-2014  | Maple Leafs de Toronto               | LNH        | 80  | 10               | 21               | 31               | 19               | -                | - | -                    | -                    | -                    |                      |                      |
| 2014-2015  | Maple Leafs de Toronto               | LNH        | 79  | 4                | 20               | 24               | 24               | -                | - | -                    | -                    | -                    |                      |                      |
| 2015-2016  | Maple Leafs de Toronto               | LNH        | 79  | 7                | 24               | 31               | 32               | -                | - | -                    | -                    | -                    |                      |                      |
| 2016-2017  | Maple Leafs de Toronto               | LNH        | 82  | 9                | 34               | 43               | 34               | 6                | 1 | 2                    | 3                    | 4                    |                      |                      |
| 2017-2018  | Maple Leafs de Toronto               | LNH        | 82  | 5                | 47               | 52               | 32               | 7                | 0 | 2                    | 2                    | 2                    |                      |                      |
| 2018-2019  | Maple Leafs de Toronto               | LNH        | 62  | 3                | 27               | 30               | 26               | 7                | 0 | 2                    | 2                    | 0                    |                      |                      |
| 2019-2020  | Hurricanes de la Caroline            | LNH        | 68  | 4                | 20               | 24               | 30               | 6                | 0 | 1                    | 1                    | 2                    |                      |                      |
| 2020-2021  | Hurricanes de la Caroline            | LNH        | 26  | 0                | 8                | 8                | 11               | 1                | 0 | 0                    | 0                    | 0                    |                      |                      |
| Totaux LNH | Totaux LNH                           | Totaux LNH | 645 | 49               | 228              | 277              | 226              | 33               | 2 | 11                   | 13                   | 8                    |                      |                      |

## Trophées et honneurs personnels
- 2011-2012 : nommé dans l'équipe des recrues de la Ligue nationale de hockey.